# Live at Metalcamp
Albums de Eluveitie
Slania
(2008) Evocation I - The Arcane Dominion
(2009)
Live at Metalcamp est le premier album live du groupe de Folk metal suisse Eluveitie. L'album est sorti en novembre 2008 sous le label Nuclear Blast Records.
On remarque que la pochette de l'album est très ressemblante à celle de l'album studio Slania. En effet, on retrouve le même arrière-plan montagneux, ainsi que la même femme armée d'une épée, seule sa posture change.

## Liste des morceaux
1. Samon
2. Primordial Breath
3. Gray Sublime Archon
4. Inis Mona
5. Bloodstained Ground
6. Of Fire, Wind and Wisdom
7. Giamonios
8. Slania's Song
9. The Somber Lay
10. Your Gaulish War
11. Uis Elveti
12. Tegernako
13. Andro